# 2nd Michigan Infantry
Le 2nd Regiment Michigan Volunteer Infantry est un régiment d'infanterie qui a servi dans l'armée de l'Union pendant la guerre de Sécession.

## Service
Le 2nd Michigan Infantry est organisé par Francis William Kellogg et d'autres à fort Wayne à Detroit, au Michigan. Il entre au service fédéral pour une période de trois ans, le 25 mai 1861(p25). Le futur général Israël B. Richardson est un autre des premiers partisans clés et recruteur.
Le régiment part le 6 juin 1861 après deux mois d'entraînement pour Washington D.C. où il arrive quatre jours plus tard(p25). 
Sarah Emma Edmonds (aka « Franklin Thompson ») qui est dans le régiment, s'est enrôlée dans la compagnie F déguisée en homme(p24). Anna Etheridge sert comme vivandière du régiment.
Lors de la première bataille de Bull Run, le 2nd Michigan est affecté à la garde de la route de retraite vers Washington D.C.(p25).
Au cours de la bataille de Chantilly, le général Birney qui assume le commandement de la division à la suite de la mort du général Kirney fait monter en ligne les 38th New York Infantry, 2nd Michigan Infantry et le 40th New York Infantry, soutenus par les 99th Pennsylvania Infantry, 3rd Michigan Infantry et 37th New York Infantry, afin de relever la première brigade qui est à court de munitions à la suite des combats(p199).
Lors de la campagne de Knoxville, le 2nd Michigan Infantry participe à la défense du fort Sanders avec le 79th New York Infantry,(p265).
Lors de la bataille du Cratère, le 2nd Michigan, avec le 1st Michigan Sharpshooters et le 20th Michigan Infantry, est fortement engagé sur la gauche du Cratère(p200),.
Le régiment quitte le service actif le 1er août 1865, à Detroit.

## Total de la force et nombre de victimes
Le régiment perd 11 officiers et 214 soldats qui sont tués ou mortellement blessés et 4 officiers et 143 soldats qui sont morts de maladie, pour un total de 372 décès.

## Commandants
- Colonel Orlando M. Poe
- Colonel William Humphrey